# Danh sách cuộc xung đột ở châu Âu
Danh sách các cuộc xung đột ở châu Âu, (được sắp xếp theo bảng chữ cái và thứ tự thời gian), bao gồm:
- Cuộc chiến tranh giữa các quốc gia châu Âu
- Nội chiến của các quốc gia châu Âu
- Cuộc nổi loạn của một quốc gia Trung Mỹ nhằm tìm kiếm sự độc lập từ một quốc gia châu Âu
- Cuộc chiến tranh giữa một quốc gia châu Âu và các quốc gia ngoài châu Âu diễn ra ở châu Âu
- Các cuộc xung đột toàn cầu, trong đó châu Âu đóng vai trò là chiến trường

Lưu ý có những định nghĩa khác nhau của châu Âu và đặc biệt có ý nghĩa tranh chấp về ranh giới phía đông và đông nam, cụ thể về cách đối xử với các nước Liên Xô cũ và các quốc gia đã tách khỏi Liên bang Nga. Danh sách này được dựa trên một định nghĩa rộng bao gồm những cái chung giữa châu Âu và Tây Nam Á.

## Niên đại

### Cổ đại
- 1193-1184 Chiến tranh thành Troia
- 1104-900 Cuộc xâm lược của người Dorian
- 743-724 Chiến tranh Messenia lần thứ nhất
- 710-650 Chiến tranh Lelantine
- 685-668 Chiến tranh Messenia lần thứ hai
- 669-668 Chiến tranh Sparta-Argos
- 595-585 Cuộc Thánh chiến lần thứ nhất
- 560 Chiến tranh Arcadia lần thứ hai
- 540 Trận Alalia
- 538-522 Chiến tranh Polycrates
- 500-499 Ba Tư xâm lược Naxos
- 492-490 Chiến tranh Hy Lạp-Ba Tư lần thứ nhất
- 482-479 Chiến tranh Hy Lạp-Ba Tư lần thứ hai
- 460-445 Chiến tranh Peloponnese lần thứ nhất
- 449-448 Cuộc Thánh chiến lần thứ hai
- 440-439 Chiến tranh Samos
- 431-404 Chiến tranh Peloponnese lần thứ hai
- 395-387 Chiến tranh Corinth
- 390 Gaul xâm lược La Mã
- 323-322 Chiến tranh Lamian
- 267-261 Chiến tranh Chremonidean
- 264-241 Chiến tranh Punic lần thứ nhất
- 229-228 Chiến tranh Illyria lần thứ nhất
- 220-219 Chiến tranh Illyria lần thứ hai
- 218-201 Chiến tranh Punic lần thứ hai
- 214-205 Chiến tranh Macedonia lần thứ nhất
- 200-197 Chiến tranh Macedonia lần thứ hai
- 171-168 Chiến tranh Macedonia lần thứ ba
- 135-132 Chiến tranh Nô Lệ lần thứ nhất
- 113-101 Chiến tranh Cimbria
- 104-100 Chiến tranh Nô Lệ lần thứ hai
- 73-71 Chiến tranh Nô Lệ lần thứ ba
- 58-51 Chiến tranh Gaul

### Trung cổ
- ~600-793 Chiến tranh Frisian-Frank
- 1208-1227 Xâm chiếm Estonia
- 1209-1229 Thập Tự Chinh Albigenses
- 1220-1264 Thời đại Sturlung
- 1282-1302 Chiến tranh Sicilia Vesper
- 1296-1357 Chiến tranh giành độc lập Scotland
- 1337-1453 Chiến tranh Trăm Năm
- 1371 - 1381 Chiến tranh Chioggia
- 1419-1434 Chiến tranh Hussite
- 1443 - 1444 Chiến dịch Dài
- 1455-1487 Chiến tranh Hoa Hồng
- 1499 Chiến tranh Swabian
- 1522–1559 Chiến tranh Habsburg-Valois
- 1558-1583 Chiến tranh Livonian
- 1562-1598 Chiến tranh Tôn Giáo ở Pháp
- 1568–1648 Chiến tranh Tám Mươi Năm
- 1580-1583 Chiến tranh Kế vị Bồ Đào Nha
- 1585-1604 Chiến tranh Anh-Tây Ban Nha 1585
- 1593 - 1606 Trường Chiến
- 1594-1603 Chiến tranh Chín Năm (Ai Len)
- 1618–1648 Chiến tranh Ba Mươi Năm
- 1640-1688 Chiến tranh Khôi phục Bồ Đào Nha
- 1642–1651 Nội chiến Anh
- 1652-1674 Chiến tranh Anh-Hà Lan
- 1667–1668 Chiến tranh Thừa Kế
- 1667–1683 Đại chiến Thổ Nhĩ Kỳ
- 1672-1678 Chiến tranh Pháp-Hà Lan
- 1688-1697 Chiến tranh Liên minh Augsburg
- 1700–1721 Đại chiến phương Bắc
- 1701–1713 Chiến tranh Kế vị Tây Ban Nha
- 1703-1711 Chiến tranh giành độc lập Rákóczi'
- 1718-1720 Chiến tranh Liên minh Bốn Bên
- 1740–1748 Chiến tranh Kế vị Áo
- 1756–1763 Chiến tranh Bảy Năm
- 1789–1799 Cách mạng Pháp

### Cận đại
- 1792–1815 Chiến tranh Napoleon
- 1830 Chiến dịch Mười Ngày (sau cuộc Cách mạng Bỉ)
- 1830-1831 Chiến tranh Ba Lan-Nga
- 1848-1849 Cách mạng Hungary và Chiến tranh giành Độc lập
- 1848-1851 Chiến tranh Schleswig lần thứ nhất
- 1848–1866 Chiến tranh giành độc lập Ý

- 1848–1849 Chiến tranh giành độc lập Ý lần thứ nhất
- 1859 Chiến tranh giành độc lập Ý lần thứ hai
- 1866 Chiến tranh giành độc lập Ý lần thứ ba

- 1854–1856 Chiến tranh Krym
- 1864 Chiến tranh Schleswig lần thứ hai
- 1864 Khởi nghĩa Tháng Giêng
- 1866 Chiến tranh Áo-Phổ
- 1870–1871 Chiến tranh Pháp-Phổ
- 1877–1878 Chiến tranh Nga-Thổ Nhĩ Kỳ
- 1885 Chiến tranh Serbia-Bungary
- 1893–1896 Chiến tranh Lừa Bịp 1893
- 1897 Chiến tranh Hy Lạp-Thổ Nhĩ Kỳ lần thứ nhất

### Hiện đại

#### 1900-1945
- 1911-1912 Chiến tranh Ý-Thổ Nhĩ Kỳ
- 1912–1913 Chiến tranh Balkan
  - 1912-1913 Chiến tranh Balkan lần thứ nhất
  - 1913 Chiến tranh Balkan lần thứ hai
- 1914–1918 Thế Chiến I
- 1916 Khởi nghĩa Phục Sinh
- 1917–1921 Nội chiến Nga
- 1918 Nội chiến Phần Lan
- 1918 Chiến tranh Ba Lan-Czech nhằm tranh giành Teschen Silesia
- 1918–1919 Chiến tranh Ba Lan-Ukraine
- 1918–1919 Khởi nghĩa Đại Ba Lan
- 1918–1920 Chiến tranh Giải phóng Estonia
- 1918-1920 Chiến tranh giành độc lập Latvia
- 1919 Chiến tranh Hungary–Romania 1919
- 1919-1922 Chiến tranh Hy Lạp-Thổ Nhĩ Kỳ
- 1919-1923 Chiến tranh giành độc lập Thổ Nhĩ Kỳ
- 1919–1920 Chiến tranh Czechoslovakia-Hungary
- 1919–1921 Khởi nghĩa Silesia
- 1919–1921 Chiến tranh Ba Lan-Liên Xô
- 1919–1921 Chiến tranh Anh-Ireland
- 1920 Chiến tranh Ba Lan-Lithuania
- 1921 Cuộc nổi dậy tại phía Tây Hungary
- 1922–1923 Nội chiến Ireland
- 1936–1939 Nội chiến Tây Ban Nha
- 1939 Chiến tranh Slovakia-Hungary
- 1939 Hungary chiếm đóng Vùng Zakarpattia
- 1939–1945 Thế Chiến II
  - 1939-1940 Chiến tranh Mùa Đông
  - 1941-1944 Chiến tranh Mở Rộng
  - 1944 Khởi nghĩa Quốc gia Slovakia

#### 1945-1989
| Bắt đầu              | Kết thúc             | Xung đột                                    | Địa điểm                              | Số người chết |
| 1945                 | 1949                 | Nội chiến Hy Lạp                            | Vương quốc Hy Lạp                     | ~ 30,000      |
| Tháng 6, 1953        | Tháng 6, 1953        | Nổi loạn ở Đông Đức                         | Đông Đức                              | 55 - 125      |
| 28 tháng 6 năm 1956  | 30 tháng 6 năm 1956  | Nổi loạn ở Poznań                           | Cộng hòa Nhân dân Ba Lan              | 61 - 86       |
| 23 tháng 10 năm 1956 | 10 tháng 11 năm 1956 | Cách mạng Hungary                           | Hungary                               | ~ 3,200       |
| 1959                 | 2011                 | Xung đột Basque                             | Tây Ban Nha, Pháp                     | ~ 1200        |
| Tháng 1, 1968        | 21 tháng 8 năm 1968  | Liên Xô xâm lược Tiệp Khắc                  | Cộng hòa xã hội chủ nghĩa Tiệp Khắc   | 72            |
| 1968                 | 1998                 | Xung đột vũ trang tại Bắc Ireland           | Vương quốc Anh                        | 3,524         |
| 1970                 | 1984                 | Náo động ở Ý                                | Italy                                 | 100           |
| Tháng 7, 1974        | Tháng 8, 1974        | Thổ Nhĩ Kỳ xâm lược đảo Síp                 | Cộng hòa Síp                          | Không rõ      |
| 1978                 | Đang diễn ra         | Xung đột Đảng Lao động Thổ Nhĩ Kỳ-Kurdistan | Thổ Nhĩ Kỳ                            | ~40,000       |
| 1988                 | 1994                 | Chiến tranh Nagorno-Karabakh                | Armenia, Azerbaijan, Nagorno-Karabakh | 36,000        |

##### 1989-2000
| Bắt đầu              | Kết thúc             | Xung đột                              | Địa điểm                                 | Số người chết |
| 16 tháng 12 năm 1989 | 25 tháng 12 năm 1989 | Cách mạng Romania                     | România                                  | 1.104         |
| 27 tháng 6 năm 1991  | 6 tháng 7 năm 1991   | Chiến tranh Mười Ngày                 | Slovenia ( Nam Tư)                       | 62            |
| 5 tháng 1 năm 1991   | 24 tháng 6 năm 1992  | Chiến tranh giành độc lập Nam Ossetia | Nam Ossetia, Georgia                     | ~ 2.800       |
| 1991                 | 1993                 | Nội chiến Georgia                     | Georgia, Nga, Abkhazia                   | Không rõ      |
| Tháng 3, 1991        | 1995                 | Chiến tranh giành độc lập Croatia     | Croatia ( Nam Tư)                        | 20.000+       |
| 2 tháng 3 năm 1992   | 21 tháng 7 năm 1992  | Chiến tranh Transnistria              | Moldova, Transnistria                    | ~ 3.500       |
| 30 tháng 10 năm 1992 | 6 tháng 11 năm 1992  | Xung đột Ossetia-Ingush               | Nga                                      | ~ 652         |
| 14 tháng 8 năm 1992  | 27 tháng 9 năm 1993  | Chiến tranh Abkhazia lần thứ nhất     | Georgia, Abkhazia, Nga                   | ~ 10.000      |
| 1 tháng 4 năm 1992   | 14 tháng 12 năm 1995 | Chiến tranh Bosnia                    | Cộng hòa Bosnia và Herzegovina ( Nam Tư) | 100.000+      |
| 11 tháng 12 năm 1994 | 31 tháng 8 năm 1996  | Chiến tranh Chechnya lần thứ nhất     | Chechnya, Nga                            | 100.000       |
| 1998                 | 11 tháng 6 năm 1999  | Chiến tranh Kosovo                    | Cộng hòa Liên bang Nam Tư                | 15.000+       |
| 1998                 | Đang diễn ra         | Chiến dịch của phe IRA chống đối      | Vương quốc Anh                           | Không rõ      |
| 20 tháng 5 năm 1998  | 26 tháng 5 năm 1998  | Chiến tranh Abkhazia lần thứ hai      | Abkhazia, Georgia                        | Không rõ      |
| 5 tháng 8 năm 1999   | 28 tháng 9 năm 1999  | Chiến tranh Dagestan 1999             | Nga                                      | 2.779         |
| Tháng 8, 1999        | Tháng 4, 2009        | Chiến tranh Chechnya lần thứ hai      | Chechnya, Nga                            | 50,000-80,000 |
| 1999                 | 2001                 | Nổi dậy ở thung lũng Preševo          | Cộng hòa Liên bang Nam Tư                | ~ 44          |

### Thế kỷ 21
| Bắt đầu             | Kết thúc             | Xung đột                                      | Địa điểm                           | Số người chết |
| Tháng 1, 2001       | Tháng 11, 2001       | Cuộc nổi loạn tại Cộng hòa Macedonia năm 2001 | Macedonia                          | ~ 200         |
| Tháng 7, 2002       | Tháng 7, 2002        | Khủng hoảng Đảo Perejil                       | Tây Ban Nha, Maroc                 | Không có      |
| 17 tháng 3 năm 2004 | 18 tháng 3 năm 2004  | Náo động tại Kosovo                           | Kosovo                             | 20            |
| 14 tháng 3 năm 2004 | 7 tháng 5 năm 2004   | Khủng hoảng Adjara                            | Gruzia                             | Không có      |
| Tháng 7, 2007       | Đang diễn ra         | Nội chiến Ingushetia                          | Nga                                | ~ 800         |
| 7 tháng 8 năm 2008  | 16 tháng 8 năm 2008  | Chiến tranh Nam Ossetia                       | Gruzia, Nga, Nam Ossetia, Abkhazia | ~ 1000        |
| 15 tháng 4 năm 2009 | 19 tháng 12 năm 2017 | Nổi dậy ở bắc Kavkaz                          | Nga                                | ~4,300        |